# Abzug sowjetischer Luftstreitkräfte aus Mitteleuropa

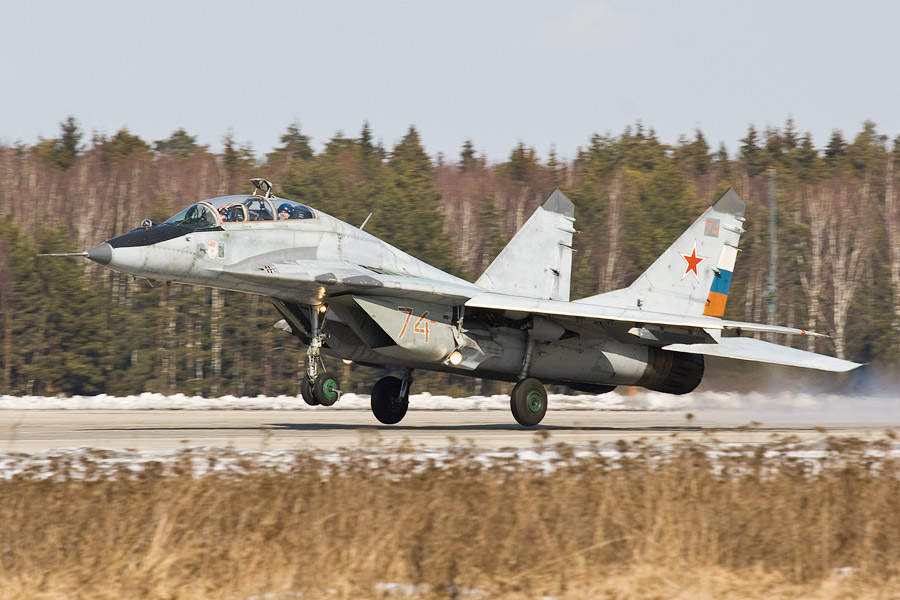
MiG-29 bei der Landung

Das Lemma Abzug sowjetischer Luftstreitkräfte aus Mitteleuropa behandelt die in Polen, Ungarn und der CSSR stationierten Luftstreitkräfte. Für die DDR siehe 
Die Luftstreitkräfte der Sowjetunion (Военно-воздушные силы – ВВС) gliederten sich in vier Bereiche
- Fernfliegerkräfte (дальная авиация)

- Frontfliegerkräfte (фронтовая авиация)

- Militärische Transportflieger (Военно-транспортная авиация)

- Heeresflieger (армейская авиация)

Fernflieger war die Bezeichnung für die strategischen Bomber. Sie standen unter strategischem Vorbehalt des Oberkommandos (Авиация Резерва Главного Командования) und waren ausschließlich auf dem Gebiet der UdSSR, in der Russischen Föderativen Sowjetrepublik und den Sowjetrepubliken Ukraine, Weißrussland, Estland und Kasachstan, stationiert.

## Sowjetische Frontfliegerkräfte (Westen und Südwesten) 1989
Frontflieger waren sowohl auf dem Gebiet der UdSSR als auch in den vier nördlichen Warschauer-Pakt-Staaten stationiert. Sie unterstanden administrativ den jeweiligen Militärbezirken (MB) in der Sowjetunion und im Ausland den vier Armeegruppen.
- Westgruppe der Truppen (WGT) in der DDR,
- Nordgruppe der Truppen (NGT) in Polen,
- Zentralgruppe der Truppen (ZGT) in der CSSR
- Südgruppe der Truppen (SGT) in Ungarn.

Im operativen Einsatz wurden sie von Luftarmeen oder im Falle der CSSR von einer gemischten Fliegerdivision geführt, die im Westen, Südwesten und Süden – von Moskau aus gesehen – jeweils einem Oberkommando westlicher, südwestlicher oder südlicher Bestimmung (Главное командование войск Западного - Южнo-Западного, Южного - направления) unterstanden. Der Begriff направление wird mit ''Bestimmung'' übersetzt, enthält aber auch den Sinn einer Richtung und wird damit militärisch besser fassbar. Lediglich die Richtungen Westen, Südwesten und Süden bildeten derartige Oberkommandos, im Fernen Osten und den inneren Militärbezirken wurde darauf verzichtet. Damit zeigen schon allein Gliederung und Namensgebung der Frontflieger, welche Stoßrichtung die Sowjetarmee vorbereitete: diejenige nach Westen (Bundesrepublik Deutschland mit den dort stationierten Truppen der USA, Großbritanniens, Frankreichs, Belgiens, der Niederlande und Kanadas), Südwesten (Österreich und Italien) sowie Süden (Griechenland und Türkei), also insgesamt die Staaten der NATO.
Das Oberkommando westlicher Bestimmung umfasste den gesamten Raum der Militärbezirke Weißrussland, Karpaten, und Kiew sowie die Paktstaaten DDR, Polen und CSSR. Auch die russische Exklave Kaliningrad und die Marineflieger der Baltischen Flotte gehörten dazu, nicht aber die baltischen Sowjetrepubliken, die zu den inneren Militärbezirken zählten. Schwerpunkt des Kräftedispositivs war eindeutig die DDR mit der aus fünf Divisionen und sechs selbständigen Fliegerregimentern bestehenden 16. Luftarmee.
Das Oberkommando südwestlicher Bestimmung erstreckte sich über den Süden der Ukraine, die Moldauische SSR und Ungarn. Nicht hierzu gehörten Rumänien und Bulgarien, in denen keine Truppen der Sowjetarmee stationiert waren.
Frontfliegerkräfte (фронтовая авиация) im Westen und Südwesten:
- Oberkommando der Streitkräfte westlicher Bestimmung (Главное командование войск Западного направления) Legnica (Polen)
  - 4. Luftarmee (direkt dem Oberkommando unterstellt) in Swidnica (Polen)
  - 16. Luftarmee (der WGT unterstellt) in Wünsdorf (DDR)
  - 131. gem FlgDiv (der ZGT unterstellt) in Milovice (CSSR)
  - 26. LA (dem MB Weißrussland unterstellt) in Minsk (Belarus)
  - 14. LA (dem MB Karpaten unterstellt) in Lwiw (Ukraine)
  - WWS Baltische Flotte (ВВС Балтийского флота) in Kaliningrad
  - 2. selbständige Luftarmee (PWO)(2-я отдельная армия ПВО) (Heimatluftverteidigung) in Minsk (Belarus)

- Oberkommando der Streitkräfte südwestlicher Bestimmung (Главное командование войск Южнo-Западного направления) in Chișinău (Moldau)
  - 24. LA (direkt dem Oberkommando unterstellt) in Winnyzja (Ukraine)
  - 36. Luftarmee (der SGT unterstellt) in Debrecen (Ungarn)
  - 17. Luftarmee (dem MB Kiew unterstellt) in Kiew (Ukraine)
  - 5. Luftarmee (dem MB Odessa unterstellt) in Odessa (Ukraine)
  - WWS Schwarzmeerflotte (ВВС Черноморского флота) in Sewastopol (Ukraine)

Weiterhin gehörten zu den Frontfliegerkräften noch die Oberkommandos der Streitkräfte südlicher Bestimmung (Stab in Baku, Aserbaidschan), des Fernen Ostens (Stab in Ulan-Ude, Russische Föderative SSR) und der Inneren Militärbezirke (Stab in Moskau).

## Verteilung der sowjetischen Frontfliegerkräfte auf die Nachfolgestaaten 1992
| Luftarmee   | Gesamtzahl der fliegenden Verbände | an Russland | an Belarus | an die Ukraine | an Usbekistan | an Kasachstan | Bemerkungen                                       |
| ----------- | ---------------------------------- | ----------- | ---------- | -------------- | ------------- | ------------- | ------------------------------------------------- |
| 16. LA      | 22                                 | 17          | 4          | 1              |               |               |                                                   |
| 4. LA       | 9                                  | 8           | 1          |                |               |               |                                                   |
| 36. LA      | 9                                  | 5           |            | 2              | 1             | 1             | 88. JaboFlgRgt aus Debrecen an die Nordmeerflotte |
| 131. FlgDiv | 2                                  | 1           |            | 1              |               |               |                                                   |
| gesamt      | 42                                 | 31          | 5          | 4              | 1             | 1             |                                                   |

## Abzug sowjetischer Luftstreitkräfte aus Polen
Die Stationierung sowjetischer Truppen in Polen resultierte direkt aus den Kampfhandlungen während des Zweiten Weltkriegs und der Besetzung des deutschen Gebiets ostwärts von Oder und Neiße. Auch die Übertragung der Verwaltung an die polnische Regierung änderte nichts an der Stationierung. So verblieben die sowjetischen Frontfliegerkräfte bis zu ihrem Abzug 1992 in den ehemals deutschen Provinzen Pommern, Neumark und Schlesien; auch das Hauptquartier befand sich stets im niederschlesischen Liegnitz (Legnica). Nach dem Ende der sowjetischen Beteiligung am Koreakrieg wurden 1955 Teile der Luftstreitkräfte von China nach Polen verlegt.
| Standort                              | Verband (deutsche Bezeichnung)           | Verband (russische Bezeichnung) | Flugzeugtyp         | Jahr des Abzugs | Verlegung nach               | Auflösung      | Bemerkungen |  |
| ------------------------------------- | ---------------------------------------- | ------------------------------- | ------------------- | --------------- | ---------------------------- | -------------- | --- |  |
| Swidnica                              | 4. Luftarmee                             | 4-я воздушная армия             |                     | 1992            | Rostow am Don                | noch bestehend | 1949 – 1964 umbenannt in 37. LA, bis 1984 Sitz in Legnica                                                                                |  |
| Szprotawa                             | 149. JaboFlgDiv                          | 149-я адиб                      |                     | 1992            | Smurawewo (Oblast Pskow)     | 1998           | 1955 aus Sanshilipu Air Base (三十里堡机场) (ICAO: CN-JNZ) (China, Provinz Liaoning, Mandschurei) nach Polen verlegt                     |  |
| Krzywa (Woiwodschaft Niederschlesien) | 3. JaboFlgRgt                            | 3-й апиб                        | Su-24M              | 1990            | Lebjaschje (Oblast Kursk)    | 1992           | 1955 aus Sanshilipu (China) nach Polen verlegt                                                                                           |  |
| Szprotawa                             | 18. JaboFlgRgt                           | 18-й апиб                       | Su-24M              | 1992            | Siwerski (Oblast Leningrad)  | 1993           | 1955 aus Pulandian Air Base 普兰店区 (China, Provinz Liaoning, Mandschurei) nach Polen verlegt                                           |  |
| Zagan                                 | 42. JaboFlgRgt                           | 42-й апиб                       | Su-24M              | 1992            |                              | 1992           | |  |
| Kluczewo (Stargard)                   | 239. JaboFlgDiv                          | 239-я адиб                      |                     | 1992            | Petrosawodsk                 | 1998           | |  |
| Kluczewo                              | 159. JaboFlgRgt                          | 159-й апиб                      | Su-27               | 1992            | Besowez (Petrosawodsk)       | 1998           | |  |
| Chojna                                | 582. JaboFlgRgt                          | 582-й апиб                      | Su-27               | 1992            | Smolensk                     | 1992           | 1945 – 1948 in Pjöngjang (Nordkorea), 1955 aus Dengshahe Air Base (登沙河街道) (China, Provinz Liaoning, Mandschurei) nach Polen verlegt |  |
| Kołobrzeg                             | 871. JaboFlgRgt                          | 730-й апиб                      | MiG-23MLD           | 1991            | Migalowo (Oblast Twer)       | 1991           | |  |
| Selbständige Verbände                 | Соединения и части армейского подчинения |                                 |                     | 1992            |                              |                | der 4. LA direkt unterstellt |  |
| Brzeg                                 | 164. selbst. AufklFlgRgt                 | 164-й орап                      | MiG-25, Su-24       | 1992            | Schatalowo (Oblast Smolensk) | 1997           | |  |
| Legnica                               | 245. gem FlgStff                         | 245-й оаэ                       | Mi-8, An-26         | 1992            |                              | 1992           | |  |
| Brzeg                                 | 215. selbst. AufklFlgStff                | 215-й ораэ                      | Jak- 28PP, MiG-25BM | 1991            | Schtschutschyn (Belarus)     | 1993           | 1992 an Belarus |  |

## Abzug sowjetischer Luftstreitkräfte aus Ungarn
Sowjetische Truppen verblieben nach den Kampfhandlungen des Zweiten Weltkriegs in Ungarn. Sie hatten eine militärische und logistische Bedeutung als Verbindung zwischen der UdSSR und der Besatzungszone in Österreich. Ab 1953 bis zum endgültigen Abzug aus Österreich 1955 wurden die sowjetischen Truppen schrittweise verringert und nach Ungarn verlegt. Nach der epochalen Grenzöffnung von Ungarn nach Österreich 1989, wurde die Forderung auf den Abzug der sowjetischen Truppen stetig lauter und dringender. Ungarn war daher der erste der hier behandelten Staaten, den das sowjetische Militär verließ.
| Standort                     | Verband (deutsche Bezeichnung)           | Verband (russische Bezeichnung) | Flugzeugtyp       | Jahr des Abzugs | Verlegung nach                                          | Auflösung      | Bemerkungen                                                               |
| ---------------------------- | ---------------------------------------- | ------------------------------- | ----------------- | --------------- | ------------------------------------------------------- | -------------- | ------------------------------------------------------------------------- |
| Debrecen                     | 36. Luftarmee                            | 36-я воздушная армия            |                   | 1991            |                                                         |                | von WWS/SGT im April 1967 aktiviert, Stab der SGT in Budapest-Mátyásföld  |
| Tököl                        | 11. JFlgDiv                              | 11-я иад                        |                   | 1991            |                                                         | 1991           |                                                                           |
| Sármellek                    | 5. JFlgRgt                               | 5-й иап                         | MiG-29            | 1990            | Bjarosa (Belarus)                                       | 1990           |                                                                           |
| Kiskunlacháza (Komitat Pest) | 14. JFlgRgt                              | 14-й иап                        | MiG-29            | 1991            | Scherdewka (Oblast Tambow)                              | noch bestehend | 1999 Verlegung nach Chalino (Kursk)                                       |
| Tököl                        | 115. JFlgRgt                             | 115- иап                        | MiG-29            | 1989            |                                                         | 1989           |                                                                           |
| Selbständige Verbände        | Соединения и части армейского подчинения |                                 |                   | 1992            |                                                         |                | der 36. LA direkt unterstellt                                             |
| Debrecen                     | 727. BoFlgRgt                            | 727-й апб                       | Su-24M            | 1987            | Kanatove bei Kropywnyzkyj (Oblast Kirowohrad) (Ukraine) | 1992           | 1953 aus Zwölfaxing (Österreich) nach Ungarn verlegt, 1992 an die Ukraine |
| Kunmadaras                   | 1. JaboFlgRgt                            | 1-ый апиб                       | Su-24             | 1991            | Lebjaschje (Kursk)                                      | 2009           | 2009 Fusion mit 6970. Flieger-Basis                                       |
| Debrecen                     | 88. JaboFlgRgt                           | 88-й апиб                       | MiG-23, Mi-G27    | 1990            | Olenja                                                  | 1995           | 1984 – 1987 in Kanatove, 1990 zur Nordmeerflotte                          |
| Debrecen                     | 97. selbst AufklFlgRgt                   | 97-й осап                       | Jak-28            | 1977            |                                                         | 1977           | 1977 Fusion mit 328. selbst AufklFlgRgt                                   |
| Kunmadaras                   | 328. selbst AufklFlgRgt                  | 328-й орап                      | Su-17MAR, Su-24MR | 1991            | Oblast Odessa                                           | 1991           |                                                                           |
| Kalocsa                      | 396. selbst. HubschrRgt                  | 396-й овп                       | Mi 8              | 1990            | Kogon (Usbekistan)                                      | 1992           | 1992 an Usbekistan                                                        |
| Debrecen                     | 8. selbst FlgStff                        | 8-й оаэ                         |                   | 1991            |                                                         | 1991           | Schleppsackflieger                                                        |
| Tököl                        | 201. selbst gem FlgStff                  | 201-ый осаэ                     | Tu-14, Tu-134     | 1991            |                                                         | 1992           | 1992 an Kasachstan                                                        |

## Abzug sowjetischer Luftstreitkräfte aus der CSSR
Die Tschechoslowakei blieb nach dem Zweiten Weltkrieg ohne sowjetische Besatzung. Erst mit der Niederschlagung des Prager Frühlings und der Okkupation der CSSR am 21. August 1968 änderte sich dies. Wenn auch die Zahl der sowjetischen Soldaten stetig vermindert wurde, blieben einige Garnisonen auf tschechoslowakischem Boden bestehen. Im Zuge der Zeitenwende 1989 bis 1991 verließen die sowjetischen Soldaten auch das nunmehr Tschechoslowakische Föderative Republik genannte Land.
| Standort | Verband (deutsche Bezeichnung) | Verband (russische Bezeichnung)     | Flugzeugtyp | Jahr des Abzugs | Verlegung nach            | Auflösung | Bemerkungen |
| -------- | ------------------------------ | ----------------------------------- | ----------- | --------------- | ------------------------- | --------- | --- |
| Milovice | 131. gem FlgDiv                | 131-я смешанная авиационная дивизия |             | 1991            |                           | 1991      | 1968 aus Iwano-Frankiwsk (Ukraine) in die CSSR verlegt; an der Okkupation der CSSR beteiligt. |
| Milovice | 114. JFlgRgt                   | 114--й иап                          | MiG-23      | 1991            | Iwano-Frankiwsk (Ukraine) | 1991      | 1968 aus Tscherljany (Ukraine) in die CSSR verlegt; an der Okkupation der CSSR beteiligt. Stationierungen in der CSSR: Košice 21. August – Oktober 1968, Sliač Oktober 1968 – Dezember 1975, seitdem in Milovice. |
| Mimoň    | 192. JFlgRgt                   | 192-й иап                           | MiG-21      | 1984            | Iwano-Frankiwsk (Ukraine) | 1990      | 1968 aus Iwano-Frankiwsk in die CSSR verlegt; an der Okkupation der CSSR beteiligt. |
| Mimoň    | 236. JFlgRgt                   | 236-й иап                           | MiG-27K     | 1989            | Lielvārde (Lettland)      | 1990      | 236. JFlgrgt ersetzte 192. JFlgRgt in Mimoň |

## Abkürzungen
| Abkürzung   | deutsch                                     | Abkürzung | russisch                                          |
| ----------- | ------------------------------------------- | --------- | ------------------------------------------------- |
| AufklFlgRgt | Aufklärungsfliegerregiment                  | орап      | отдельный разведывательный авиационный полк       |
| BoFlgRgt    | Bomberfliegerregiment                       | апб       | авиационный полк бомбардировщиков                 |
| CSSR        | Tschechoslowakische Sozialistische Republik | ЧССР      | Чехословацкая Социалистическая Республика         |
| DDR         | Deutsche Demokratische Republik             | ГДР       | Германская Демократическая Республика             |
| FlgStff     | Fliegerstaffel                              | аэ        | авиационная эскдрилья                             |
| gem FlgRgt  | gemischtes Fliegerregiment                  | осап      | отдельный смешанный авиационный полк              |
| GSTD        | Gruppe sowjetischer Truppen in Deutschland  | ГСВГ      | Группа советских войск в Германии                 |
| gem FlgRgt  | gemischtes Fliegerregiment                  | осап      | отдельный смешанный авиационный полк              |
| JaboFlgDiv  | Jagdbomberfliegerdivision                   | адиб      | авиационная дивизия истребителей-бомбардировщиков |
| JaboFlgRgt  | Jagdbomberfliegerregiment                   | апиб      | авиационный полк истребителей-бомбардировщиков    |
| JFlgDiv     | Jagdfliegerdivision                         | иад       | истребительная авиационная дивизия                |
| HubschrRgt  | Hubschrauberregiment                        | вап       | Вертолетный авиационный полк                      |
| LA          | Luftarmee                                   | ва        | воздушная армия                                   |
| MB          | Militärbezirk                               | во        | Военный округ                                     |
| NGT         | Nordgruppe der Truppen                      | СГВ       | Северная группа войск                             |
| selbst      | selbständig                                 | о         | отдельный                                         |
| SGT         | Südgruppe der Truppen                       | ЮГВ       | Южная группа войск                                |
| UdSSR       | Union der Sozialistischen Sowjetrepubliken  | СССР      | Союз Советских Социалистических Республик         |
| WGT         | Westgruppe der Truppen                      | ЗГВ       | Западная группа войск                             |
| ZGT         | Zentralgruppe der Truppen                   | ЦГВ       | Центральная группа войск                          |